# Ofen- und Keramikmuseum Velten

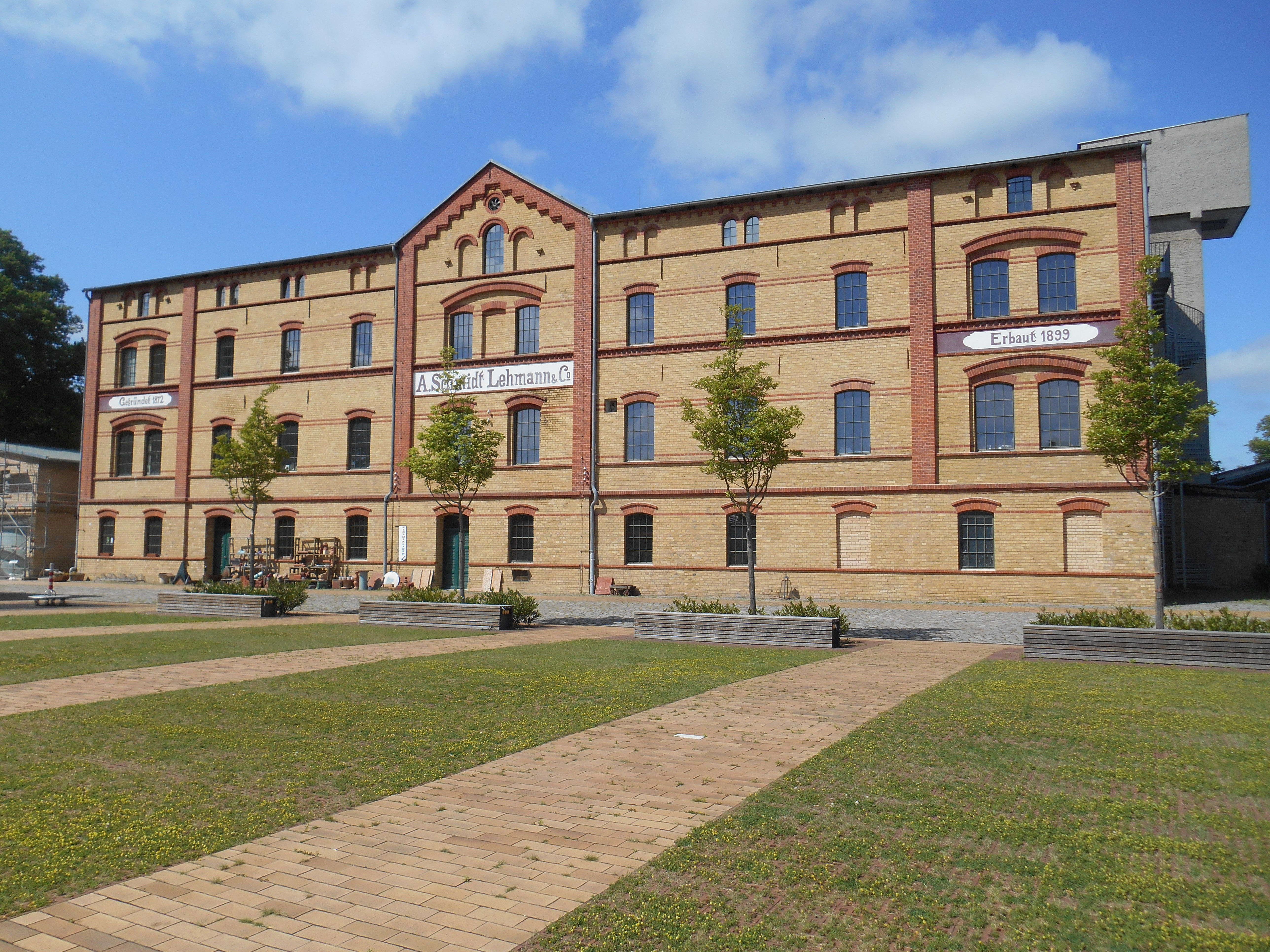
Ofen- und Keramikmuseum in der Wilhelmstraße 32

Das Ofen- und Keramikmuseum Velten (kurz OKM) ist ein Museum in der brandenburgischen Stadt Velten. Das Museum, das seit 1905 besteht, stellt die Geschichte des Kachelofens und der Tonwarenindustrie aus dem Blickwinkel der Ofenstadt Velten dar. Das gesamte Ensemble, bestehend aus Fabrikgebäude, Fabrikhalle, Maschinen- und Kesselhaus, Nebengebäude und Trafostation ist ein Baudenkmal.

## Geschichte
Aufgrund reicher Tonvorkommen entwickelte sich ab 1835 in dem brandenburgischen Dorfe vor den Toren Berlins eine Tonwarenindustrie, die mit der Jahrhundertwende ihren Höhepunkt erreichte. Im Jahre 1903 produzierten 43 Ofenfabriken und keramische Werkstätten in der inzwischen stark angewachsenen Gemeinde.
Zu dieser Zeit entstand im Jahre 1905 mit Unterstützung des Gemeindevorstehers Hermann Aurel Zieger, des Kantors Gustav Gericke und der örtlichen Keramikindustrie das Ortsmuseum für die Kachelofen-Tonwarenindustrie. Gustav Gericke, der erste Leiter des Museums, konnte zwölf Räume im Dachgeschoss der Knabenschule in der Viktoriastraße beziehen. Der Museumsschwerpunkt der ersten Jahre lag auf Kacheln, Musterbüchern, Ofenschmuck, Ofenmodellen, Zeitschriften und Fachliteratur.
Nach dem Zweiten Weltkrieg wechselte das Museum mehrmals seinen Standort und musste 1970 wegen Baufälligkeit des Gebäudes ganz nach Berlin verkauft werden, wo die Sammlung bis Anfang der 1990er Jahre beim Museum für Deutsche Geschichte in den Kellerräumen lag. Im Jahre 1992 wurde die Ofensammlung im Deutschen Historischen Museum (DHM), welches die Bestände nach Schließung des Museum für Deutsche Geschichte übernahm, unter dem Titel Märkische Tonkunst gezeigt. Daraufhin gründete sich in Velten der Förderverein Ofen- und Keramikmuseum Velten e.V. mit dem Ziel, die Sammlung wieder zurückzuholen. Am 6. Juli 1994 konnte das Museum dann in der Ofenfabrik A. Schmidt, Lehmann & Co. wieder eröffnet werden. Dieser heute noch produzierende Betrieb für Ofenkacheln und Baukeramik entstand 1872 in der Wilhelmstraße 32. Das Museum zog in die Dachetage des historischen Gebäudes und ist seit 1999 Ausgangspunkt der Deutschen Tonstraße.

## Dauerausstellung und weitere Teilbereiche
Das Museum zeigt auf rund 840 Quadratmetern in einer Dauerausstellung eine umfangreiche Sammlung an Öfen des 16. bis 20. Jahrhunderts aus Deutschland, der Schweiz und Österreich. Über 4000 Einzelkacheln, Ofenteile, Ofenschmuck und Ofenmodelle dokumentieren in wechselnden Ausstellungen die Geschichte des Kachelofens. Hinzu kommen mehrere Sonderausstellungen im Jahr und gelegentliche Wanderausstellungen. Im Juli 2008 wurde ein Energie- und Umweltkabinett eröffnet, in dem alle Fragen energiesparenden und umweltfreundlichen Heizens beantworten werden. Zudem beherbergt das Museum eine in Europa einmalige Musterbuchsammlung und Fotografien von Waldemar Titzenthaler sowie das Technikarchiv.
Ein weiterer musealer Schwerpunkt ist das Leben von Hedwig Bollhagen, die nur rund 2,5 Kilometer vom Museum entfernt, in Marwitz, ihre HB-Werkstätten für Keramik betrieb. Ihr zum Gedenken baut die Stadt Velten ein Museumsgebäude, in dem der künstlerische Nachlass Bollhagens Anfang 2015 der Öffentlichkeit zugänglich gemacht wurde. Für den Nachlass und seine Repräsentation wurde eine treuhänderische Stiftung in der Obhut der Deutschen Stiftung Denkmalschutz errichtet. Die Arbeiten und Entwürfe kamen nach dem Tode der Keramikerin in den Besitz ihrer Nichte Silke Resch, die die verbliebenen Stücke an die von ihr gegründete Hedwig-Bollhagen-Stiftung übertrug, um das Andenken an die Künstlerin dauerhaft zu bewahren. Betreiber des Ofen- und Keramikmuseums sowie des HB-Museumsteils ist der Förderverein Ofen- und Keramikmuseum Velten e.V. Das Ofen- und Keramikmuseum Velten und der HB-Museumsteil sind eine organisatorische Einheit unter fachlicher Leitung von Nicole Seydewitz. Das Ofen- und Keramikmuseum Velten befindet sich am nördlichen Stadtrand von Berlin und ist ein Museum im Land Brandenburg. Der Museumsstandort befindet sich im Regionalen Wachstumskern OHV (Oranienburg-Hennigsdorf-Velten).

## Gebäude
Das Museum befindet sich in den 1899 errichteten Gebäuden der Ofenfabrik August Schmidt, Lehmann & Co. Das Fabrikgebäude hat 3½ Geschosse und hat ein Satteldach. An der Straßenfassade ist der Schriftzug: „Gegründet 1872, A. Schmidt, Lehmann und Co, Erbaut 1899“, angebracht. Westlich des Fabrikgebäudes befindet sich die eingeschossige Fabrikhalle, die ein Pult- und ein Satteldach hat. Nördlich davon steht das Maschinen und Kesselhaus mit dem Schornstein. Ein weiteres Nebengebäude steht südlich neben dem Fabrikgebäude. Auf dem Vorplatz befindet sich die Trafostation. Alle Gebäude sind massiv errichtet in Ziegelbauweise. Das gesamte Ensemble steht unter Denkmalschutz.

## Verweise